# Rahova (cartier)

Rahova pe harta Bucureștiului

Rahova este un cartier din sud-vestul Bucureștiului, România, situat în sectorul 5, în vestul râului Dâmbovița. Numele cartierului provine de la victoria obținută la Rahova de armatele române, în 9 noiembrie 1877.
Cartierul este delimitat în vest de Strada Antiaeriană, Drumul Sării și Piața Panduri, în nord de Șoseaua Panduri și Calea 13 Septembrie, Bulevardul George Coșbuc, Șoseaua Viilor și Șoseaua Sălaj în est și periferia Bucureștiului în sud. Cele mai importante străzi sunt Calea 13 Septembrie și Calea Rahovei. 
Cartierul se învecinează cu Drumul Taberei, Centrul Civic, și Ferentari și conține dealurile Viilor și Uranus.

## Istorie

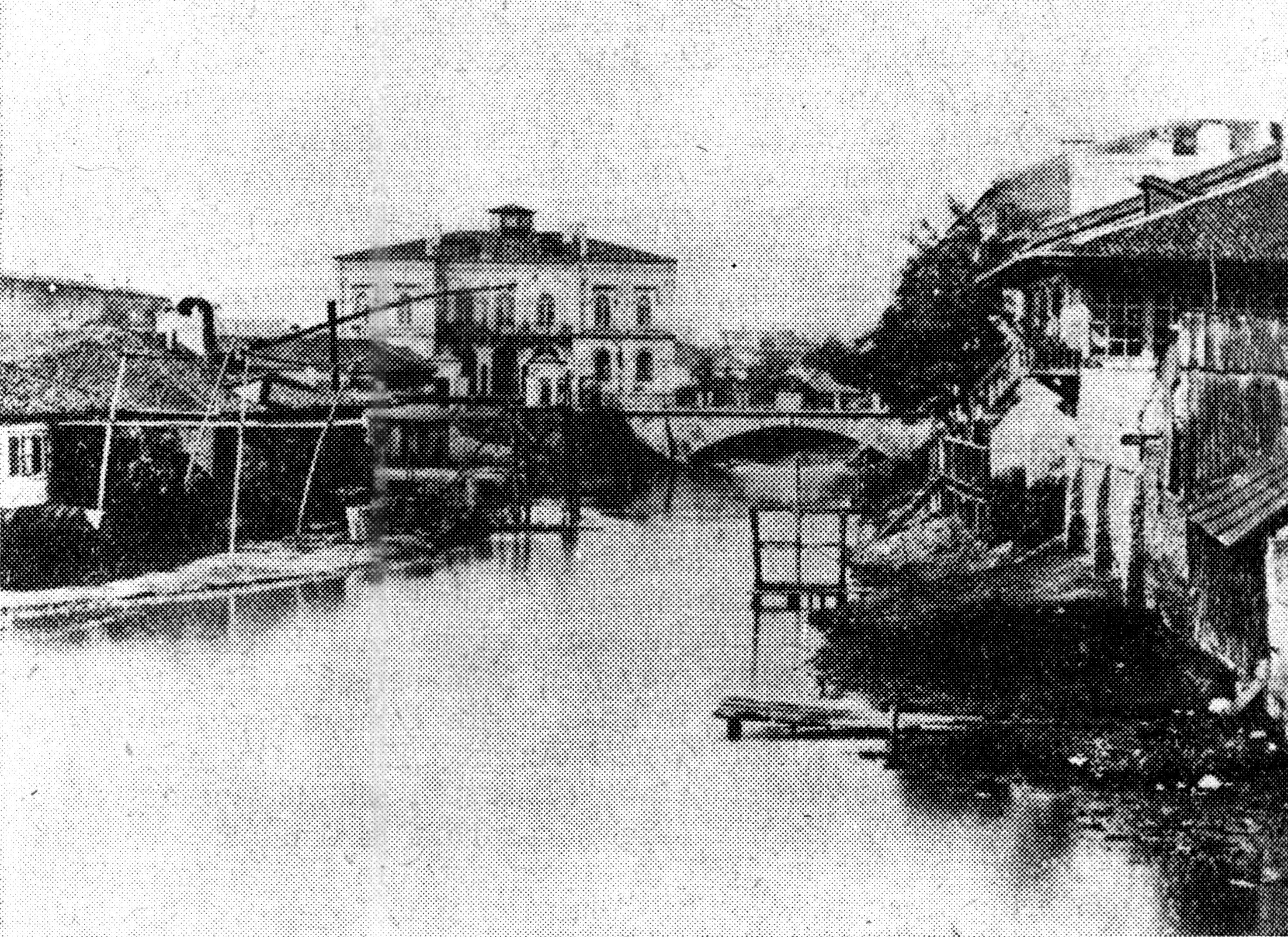
Podul Calicilor în 1856

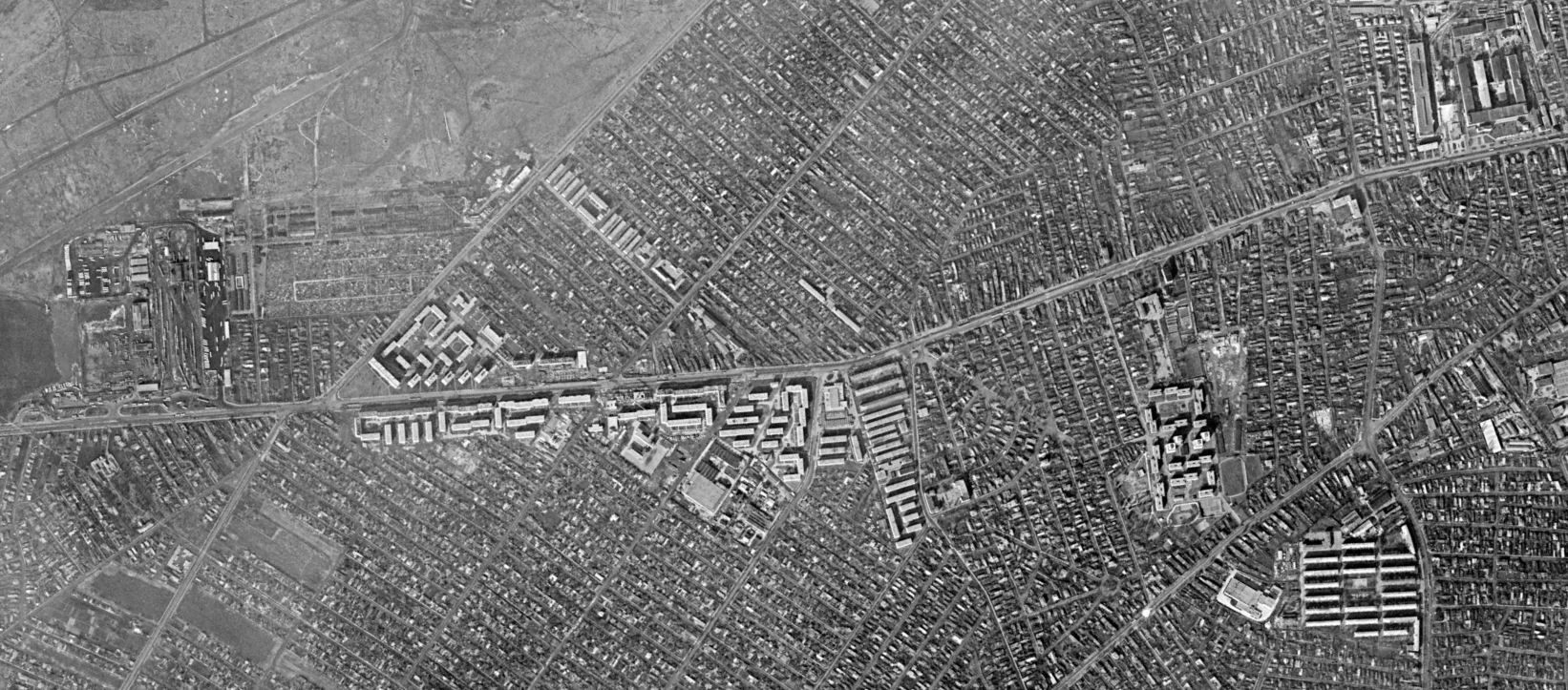
Cartierul Rahova văzut din satelit în 1976, înainte de sistematizare

Calea Rahovei a fost cunoscută în trecut sub denumirea de Podul Calicilor sau Drumul Florăreselor, principalul drum de acces către Alexandria. Numele de pod venea de la scândurile de lemn cu care era pavat, acesta fiind un material mai ieftin decât piatra. Podul Calicilor era înconjurat de cerșetori și oameni nevoiași dar autoritățile i-au alungat și au redenumit strada în 
Calea Craiovei pentru a îndepărta reputația proastă. 

## Spații comerciale
În acest sector se află mall-ul Jumbo Center (fostul Liberty Center), Piața Rahova, Niky Scorpion, Complex Comercial (Zona Mărgeanului), Kaufland (Zona Sebastian) și multe magazine mici pe Calea Rahovei. De asemenea, un punct de interes este Piața de flori, în spatele Pieței Coșbuc. Aceasta păstrează legătura cu vechea denumire a locului. Clădirea fostei Burse a Mărfurilor, clădire de patrimoniu, astăzi intitulată The Ark, este complet refăcută și păstrează integral, în exterior, stilul arhitecturii industriale de secol XIX.

## Transport
O linie expres a tramvaiului (32) circulă pe Calea Rahovei și Bulevardul Regina Maria între Șoseaua Alexandriei și Piața Unirii.
Legătură cu liniile 1, 10 , 11, 23 și 25 în zona Trafic Greu (Șoseaua Progresul - Mall Liberty Center)
Are acces în zona Piața Rahova la autobuzele 139, 226 și 220, în zona Teiuș la Autobuzele 226 și 484 (fost 302), în zona Pucheni la autobuzul 227.
Accesul la Gara de Nord este asigurat de către linia de troleibuz 96, care întoarce la depoul Alexandria.

## Atracții turistice
- Parcul Sebastian